# Cheilotrichia
Cheilotrichia is een geslacht van tweevleugeligen uit de familie steltmuggen (Limoniidae). De soorten komen voor in het Australaziatisch gebied.

## Soorten

### OndergeslachtCheilotrichia
- C. (Cheilotrichia) aemula (Savchenko, 1974)
- C. (Cheilotrichia) alicia (Alexander, 1914)
- C. (Cheilotrichia) aroo (Theischinger, 1994)
- C. (Cheilotrichia) brincki (Alexander, 1964)
- C. (Cheilotrichia) cinerea (Strobl, 1898)
- C. (Cheilotrichia) clausa (Alexander, 1921)
- C. (Cheilotrichia) fully (Podenas and Geiger, 2001)
- C. (Cheilotrichia) gloriola (Alexander, 1962)
- C. (Cheilotrichia) guttipennis (Alexander, 1961)
- C. (Cheilotrichia) imbuta (Meigen, 1818)
- C. (Cheilotrichia) laetipennis (Alexander, 1936)
- C. (Cheilotrichia) meridiana (Mendl, 1974)
- C. (Cheilotrichia) monosticta (Alexander, 1927)
- C. (Cheilotrichia) monstrosa (Bangerter, 1947)
- C. (Cheilotrichia) palauensis (Alexander, 1972)
- C. (Cheilotrichia) schmidiana (Alexander, 1964)
- C. (Cheilotrichia) vagans (Savchenko, 1972)
- C. (Cheilotrichia) valai (Stary, 1992)

### OndergeslachtEmpeda
- C. (Empeda) abitaguai (Alexander, 1941)
- C. (Empeda) accomoda (Alexander, 1951)
- C. (Empeda) affinis (Lackschewitz, 1927)
- C. (Empeda) aklavikensis (Alexander, 1966)
- C. (Empeda) albidibasis (Alexander, 1936)
- C. (Empeda) alpina (Strobl, 1895)
- C. (Empeda) alticola (Alexander, 1925)
- C. (Empeda) angustistigma (Alexander, 1930)
- C. (Empeda) apemon (Alexander, 1970)
- C. (Empeda) appressa (Alexander, 1970)
- C. (Empeda) areolata (Lundstrom, 1912)
- C. (Empeda) austronymphica (Alexander, 1943)
- C. (Empeda) baluchistanica (Alexander, 1944)
- C. (Empeda) basalis (Alexander, 1921)
- C. (Empeda) boliviana (Alexander, 1930)
- C. (Empeda) bonaespei (Alexander, 1917)
- C. (Empeda) brachyclada (Alexander, 1940)
- C. (Empeda) brevifida (Alexander, 1970)
- C. (Empeda) brevior (Brunetti, 1912)
- C. (Empeda) brumalis (Alexander, 1947)
- C. (Empeda) caledonica (Hynes, 1993)
- C. (Empeda) cinerascens (Meigen, 1804)
- C. (Empeda) cinereipleura (Alexander, 1917)
- C. (Empeda) clarkeana (Alexander, 1972)
- C. (Empeda) coangustata (Alexander, 1944)
- C. (Empeda) complicata (Alexander, 1922)
- C. (Empeda) crassicrus (Edwards, 1928)
- C. (Empeda) crassistyla (Alexander, 1973)
- C. (Empeda) curta (Alexander, 1925)
- C. (Empeda) cheloma (Alexander, 1970)
- C. (Empeda) deludens (Alexander, 1939)
- C. (Empeda) destituta (Alexander, 1942)
- C. (Empeda) dimelania (Alexander, 1964)
- C. (Empeda) divaricata (Alexander, 1939)
- C. (Empeda) exilistyla (Alexander, 1949)
- C. (Empeda) femoralis (Edwards, 1919)
- C. (Empeda) fuscoapicalis (Alexander, 1970)
- C. (Empeda) fuscocincta (Alexander, 1940)
- C. (Empeda) fuscohalterata (Strobl, 1906)
- C. (Empeda) fuscostigmata (Alexander, 1970)
- C. (Empeda) gloydae (Alexander, 1950)
- C. (Empeda) gracilis (de Meijere, 1911)
- C. (Empeda) hamiltoni (Alexander, 1939)

- C. (Empeda) instrenua (Alexander, 1942)
- C. (Empeda) japonica (Alexander, 1920)
- C. (Empeda) kuranda (Theischinger, 1994)
- C. (Empeda) liliputina (Alexander, 1930)
- C. (Empeda) longifurcata (Alexander, 1940)
- C. (Empeda) longisquama (Alexander, 1938)
- C. (Empeda) lunensis (Alexander, 1931)
- C. (Empeda) luteivena (Alexander, 1970)
- C. (Empeda) maneauensis (Alexander, 1960)
- C. (Empeda) mayanymphica (Alexander, 1946)
- C. (Empeda) melanostyla (Alexander, 1970)
- C. (Empeda) microdonta (Alexander, 1957)
- C. (Empeda) microtrichiata (Alexander, 1930)
- C. (Empeda) minima (Strobl, 1898)
- C. (Empeda) minuscula (Alexander, 1920)
- C. (Empeda) neglecta (Lackschewitz, 1927)
- C. (Empeda) nemorensis (Santos Abreu, 1923)
- C. (Empeda) nigristyla (Alexander, 1970)
- C. (Empeda) nigroapicalis (Alexander, 1920)
- C. (Empeda) nigrolineata (Enderlein, 1912)
- C. (Empeda) nigrostylata (Alexander, 1936)
- C. (Empeda) noctivagans (Alexander, 1917)
- C. (Empeda) nymphica (Alexander, 1928)
- C. (Empeda) ochricauda (Alexander, 1925)
- C. (Empeda) oresitropha (Alexander, 1927)
- C. (Empeda) paratytthos (Alexander, 1957)
- C. (Empeda) percupida (Alexander, 1941)
- C. (Empeda) perflavens (Alexander, 1948)
- C. (Empeda) perrata (Alexander, 1932)
- C. (Empeda) perscitula (Alexander, 1973)
- C. (Empeda) platymeson (Alexander, 1968)
- C. (Empeda) poiensis (Edwards, 1926)
- C. (Empeda) praelata (Alexander, 1936)
- C. (Empeda) pubescens (Alexander, 1913)
- C. (Empeda) rata (Alexander, 1932)
- C. (Empeda) scitula (Alexander, 1927)
- C. (Empeda) simplicior (Alexander, 1951)
- C. (Empeda) staryi (Mendl, 1973)
- C. (Empeda) stigmatica (Osten Sacken, 1869)
- C. (Empeda) stygia (Alexander, 1927)
- C. (Empeda) subborealis (Alexander, 1955)
- C. (Empeda) subnubila (Alexander, 1940)
- C. (Empeda) suffumata (Edwards, 1933)
- C. (Empeda) sulfureoclavata (Alexander, 1930)
- C. (Empeda) sutrina (Alexander, 1941)
- C. (Empeda) tanneri (Alexander, 1970)
- C. (Empeda) tarsalis (Edwards, 1928)
- C. (Empeda) telacantha (Alexander, 1960)
- C. (Empeda) tenuifurca (Podenas and Gelhaus, 2001)
- C. (Empeda) toklat (Alexander, 1955)
- C. (Empeda) tridentata (Alexander, 1925)
- C. (Empeda) tristimonia (Alexander, 1943)
- C. (Empeda) tumidistyla (Alexander, 1970)
- C. (Empeda) tytthos (Alexander, 1957)
- C. (Empeda) umiat (Alexander, 1955)
- C. (Empeda) unidentata (Alexander, 1925)
- C. (Empeda) vaillanti (Alexander, 1922)
- C. (Empeda) vasanta (Alexander, 1964)
- C. (Empeda) zimmermani (Alexander, 1971)